# Piotr Stanisławowicz Kiszka
Piotr Stanisławowicz Kiszka herbu Dąbrowa zwany także Piotrem Kiszczycem Ciechanowskim (zm. 1 listopada 1534 roku) – wojewoda połocki (1519-1532), kasztelan trocki i starosta żmudzki (od 1532), starosta drohicki (1522-1532), wójt połocki w latach 1519-1532.

## Biografia
Syn Stanisława Kiszki, hetmana wielkiego litewskiego, i jego drugiej żony wojewodzianki trockiej Zofii z Mondygierdowiczów. Brat Anny I voto za Janem Radziwiłłem II voto za Stanisławem Kieżgajłą oraz przyrodni brat Barbary za Jerzym Radziwiłłem.  Wnuk Piotra Kiszki Strumiłły i Piotra Janowicza Mondygierdowicza. 
Po rodzicach odziedziczył jedną z największych fortun na Litwie, w tym Łosk i Nieśwież. Pełnił ważne funkcje dyplomatyczne, w 1522 i 1526 był posłem do Moskwy.
Poślubił Annę (Hannę) Ilinicz herbu Korczak (zm. po 1537), córkę marszałka nadwornego litewskiego Jerzego Ilinicza.
Z Anną Ilinicz miał 4 dzieci:
- Stanisława (zm. 1554), wojewodę witebskiego, ożenionego z Anną Radziwiłłówną, córką Jana i Anny z Kostewiczów (córki wojewody Janusza Kostewicza)
- Piotra (zm. 1550), marszałka ziemi wołyńskiej, ożenionego z Anną Radziwiłłówną, córką Jerzego i Barbary Kolanki, siostrą Barbary królowej Polski
- Mikołaja (zm. 1587), wojewodę podlaskiego, ożenionego wpierw z Marianną ks. Mścisławską, a następnie z Barbarą Chodkiewiczówną
- Zofię, zmarłą w dzieciństwie.